# Trào lưu FIRE
Trào lưu FIRE (viết tắt của Financial Independence, Retire Early, nghĩa là Tự do tài chính, Nghỉ hưu sớm) là một lối sống với mục tiêu tự do tài chính và nghỉ hưu sớm. Trào lưu này trở nên đặc biệt phổ biến trong thế hệ Y từ khoảng năm 2010, thu hút sự tham gia thảo luận của cộng đồng mạng trên các blog cá nhân, podcast và diễn đàn.
Những người theo đuổi FIRE tập trung tối đa hóa tỷ lệ tiết kiệm thông qua việc tăng thu nhập hoặc giảm chi phí, song song với việc đầu tư nhằm tăng sự giàu có và thu nhập của họ. Mục tiêu là tích lũy tài sản cho đến khi thu nhập thụ động tạo ra chi phí sinh hoạt đủ để nghỉ hưu. Một cách tiếp cận phổ biến là quy tắc rút tiền 4%, đặt mục tiêu tạo ra quỹ hưu trí có giá trị tối thiểu gấp 25 lần chi phí sinh hoạt hàng năm. Khi đạt được sự tự do về tài chính, công việc được trả lương sẽ trở thành tuỳ chọn, và bạn có thể nghỉ hưu sớm hơn nhiều thập kỷ so với tuổi nghỉ hưu thông thường.

## Công thức
FIRE có thể đạt được thông qua tiết kiệm nhiều hơn so với mức tiết kiệm chuẩn 10–15% thường được các nhà hoạch định tài chính khuyến nghị. Giả sử chi phí bằng thu nhập trừ đi khoản tiết kiệm và bỏ qua lợi nhuận đầu tư, ta thấy rằng:
- Nếu tỷ lệ tiết kiệm 10%, cần (1 – 0,1) /0,1 = 9 năm lao động để tiết kiệm cho 1 năm chi phí sinh hoạt.
- Nếu tỷ lệ tiết kiệm 25%, cần (1 – 0,25) /0,25 = 3 năm lao động để tiết kiệm cho 1 năm chi phí sinh hoạt.
- Nếu tỷ lệ tiết kiệm 50%, cần (1 – 0,5) /0,5 = 1 năm lao động để tiết kiệm cho 1 năm chi phí sinh hoạt.
- Nếu tỷ lệ tiết kiệm 75%, cần (1 – 0,75) /0,75 = 1/3 năm = 4 tháng lao động để tiết kiệm cho 1 năm chi phí sinh hoạt.

Từ ví dụ trên, ta thấy  thời gian nghỉ hưu giảm đáng kể khi tỷ lệ tiết kiệm tăng lên. Vì vậy, những người theo FIRE cố gắng tiết kiệm 50% hoặc hơn 50% thu nhập của họ. Với tỷ lệ tiết kiệm 75%, sẽ mất chưa đến 10 năm làm việc để tích lũy gấp 25 lần chi phí sinh hoạt trung bình hàng năm được đề xuất bởi 'quy tắc rút tiền an toàn 4%'.
Trong FIRE cũng chia làm nhiều loại. Lean FIRE hướng tới đến khả năng nghỉ hưu càng sớm càng tốt với mức tích lũy thấp hơn và chi phí sinh hoạt vừa đủ sẽ đòi hỏi một lối sống thanh đạm trong thời gian nghỉ hưu. Ngược lại là Fat FIRE, nghỉ hưu sớm với một lượng lớn tài sản tích lũy và thu nhập thụ động mà không phải lo lắng về chi phí sinh hoạt. Sự kết hợp giữa hai loại này được gọi là Barista FIRE, một lối sống bán thời gian bán nghỉ hưu để kiếm thêm thu nhập hoặc nghỉ hưu hoàn toàn nhưng với một người bạn đời vẫn tiếp tục làm việc.
FIRE được xem như một phong cách sống, không chỉ đơn giản là một chiến lược đầu tư. Một vấn đề chung của những con người tìm kiếm lối sống FIRE là tìm kiếm bạn đời có cùng mục tiêu tài chính. Nhờ sự phát triển của internet mà phong trào FIRE mở rộng nhanh trong cộng đồng những  người có thu nhập cao thuộc thế hệ Y.

## Lịch sử
Những ý tưởng chính của phong trào FIRE bắt nguồn từ cuốn sách bán chạy nhất năm 1992 Your Money or Your Life (Tiền hay cuộc sống) của hai tác giả Vicki Robin và Joe Dominguez, và cuốn sách năm 2010 Early Retirement Extreme (Nghỉ hưu cực sớm) của Jacob Lund Fisker. Hai tác phẩm này cung cấp  những kiểu mẫu cơ bản của việc kết hợp lối sống giản dị với thu nhập từ đầu tư để đạt được sự tự do tài chính. Đặc biệt, cuốn sách thứ hai mô tả mối quan hệ giữa tỷ lệ tiết kiệm và thời gian nghỉ hưu, cho phép các cá nhân nhanh chóng dự đoán ngày nghỉ hưu của họ với một mức thu nhập và chi phí giả định.
Blog của Mr. Money Mustache, bắt đầu từ năm 2011, là một website nổi tiếng đã lan truyền ý tưởng về hưu sớm thông qua sự tiết kiệm và giúp phổ biến phong trào FIRE. Các sách, blog và podcast khác tiếp tục cải tiến và quảng bá khái niệm FIRE, bao gồm tác giả Grant Sabatier về Tự do tài chính, người làm việc chặt chẽ với Vicki Robin và phổ biến ý tưởng về  nghề tay trái  như một con đường để tăng tốc độc lập tài chính. Năm 2018, phong trào FIRE đã nhận được sự quan tâm đáng kể của các phương tiện truyền thông chính thống truyền thống. Theo một cuộc khảo sát được thực hiện bởi Harris Poll vào cuối năm đó, 11% những người Mỹ giàu có hơn từ 45 tuổi trở lên đã nghe nói đến phong trào FIRE trong khi 26% khác biết rõ đến khái niệm này.
Năm 2020 chứng kiến sự ra đời của các trang web và blog hẹn hò dành riêng cho việc tìm kiếm bạn đời có lối sống FIRE.

## Tranh cãi
Một số nhà phê bình cho rằng phong trào FIRE "chỉ dành cho những người giàu có", chỉ ra những khó khăn trong việc đạt được tỷ lệ tiết kiệm cao cần thiết cho FIRE đối với người có thu nhập thấp.
Một lời chỉ trích phổ biến khác là phong trào FIRE chỉ dành cho những người đàn ông da trắng "công nghệ cao", một khái niệm làm nổi bật thực tế là nam giới được đưa tin quá nhiều trên các phương tiện truyền thông về phong trào FIRE. Tuy nhiên, trên New York Times cũng có bài nói về phụ nữ và phụ nữ da màu trong phong trào FIRE. Bài viết xoay quanh Kiersten Saunders và Tanja Hester, hai tác giả của cuốn sách Work Optional, và gọi hai người là "mẹ nuôi của những người phụ nữ FIRE". Paula Pant, người dẫn chương trình podcast Afford Anything, và Jamila Souffrant, người dẫn chương trình podcast Journey to Launch, cũng là những phụ nữ da màu nổi bật trong phong trào FIRE.
Cuối cùng, một số người cũng cho rằng những người nghỉ hưu sớm không thực sự tiết kiệm đủ để làm điều đó, mà nhiều biến cố có thể xuất hiện trong tương lai có thể ảnh hưởng tới kế hoạch của họ. Vì giai đoạn nghỉ hưu của FIRE có thể kéo dài 70 năm, các nhà phê bình nói rằng áp dụng quy tắc 4% không phù hợp, vì quy tắc này được phát triển cho khung thời gian nghỉ hưu truyền thống là 30 năm. Vì vậy, Hester và nhà kinh tế Karsten Jeske đề xuất tỷ lệ rút tiền an toàn hơn là 3,5% hoặc ít hơn, có nghĩa là tiết kiệm 30–40 lần chi tiêu hàng năm của một người thay vì 25 lần nếu mục tiêu là nghỉ hưu hoàn toàn và không bao giờ kiếm tiền nữa.